# Hellested Sogn
Hellested Sogn 
ist eine Kirchspielsgemeinde (dän.: Sogn)
auf der Insel Sjælland im südlichen Dänemark.
Bis 1970 gehörte sie zur Harde Stevns Herred im damaligen Præstø Amt, danach zur Stevns Kommune im Storstrøms Amt, die im Zuge der  Kommunalreform zum 1. Januar 2007 in der „neuen“ Stevns Kommune in der Region Sjælland aufgegangen ist.
Im Kirchspiel leben 1128 Einwohner, davon 587 im Kirchdorf (Stand: 1. Januar 2023).
Im Kirchspiel liegt die Kirche „Hellested Kirke“.
Nachbargemeinden sind im Nordwesten Hårlev Sogn, im Norden Varpelev Sogn, im Nordosten Magleby Stevns Sogn, im Osten Store Heddinge Sogn, im Süden Frøslev Sogn und Lyderslev Sogn, ferner in der westlich benachbarten Faxe Kommune im Südwesten Smerup Sogn und im Westen Alslev Sogn und Karise Sogn.